# Vuk Vulikić
Vuk Vulikić (in serbo Вук Вуликић?; Belgrado, 7 marzo 1999) è un cestista serbo.